# Ralphina D’Almeida
Ralphina D’Almeida (gebürtig Ralphina Philott, auch Ma D’Almeida oder Ralphina A. Phillott-Almeida, geb. in Bathurst (heute Banjul), gest. 4. Juli 2017) war eine gambische Medizinerin, Lehrerin und Politikerin.

## Leben
D’Almeida studierte an der School of Oriental and African Studies in London bei Roland Anthony Oliver und erwarb einen Masterabschluss in Geschichte, Soziologie und Politikwissenschaft am Centre of West African Studies der University of Birmingham bei John Donnelly Fage.
Sie unterrichtete an unterschiedlichen Schulen, beispielsweise in den 1970ern als Geschichtslehrerin an der Armitage Grammar School in Georgetown (heute Armitage High School in Janjanbureh), außerdem an der St. Joseph’s High School und der St. Augustine’s High School in Banjul. Später war sie stellvertretende Schulleiterin am Yundum College (heute Gambia College).
Von 1988 bis 1992 war sie Ministerin für Soziales und Gesundheit (Social Security and Health), von 1992 bis 1994 Staatssekretärin (Undersecretary) für Gesundheit.
Von 2000 bis 2012 war sie an der Universität von Gambia Dozentin für Gender Studies und Development Studies. 2007 veröffentlichte sie eine Sammlung literarischer Kurzformen unter dem Titel Poems, stories and Krio proverbs.
2014 promovierte sie an der American University.